# Квадра
АО «РИР Энерго» — российская энергетическая компания, созданная в результате реформы РАО «ЕЭС России». Зарегистрирована 20 апреля 2005 года.
Штаб-квартира — в городе Туле. Полное наименование — Акционерное общество «РИР Энерго».

## Собственники и руководство
Рыночная капитализация ПАО «Квадра» по состоянию на конец II квартала 2022 года составила 23,9 млрд рублей. Уставный капитал разделён на 1 987 778 516 597 акций одинаковой номинальной стоимостью 0,01 руб. каждая.
Группа ОНЭКСИМ, контролируемая предпринимателем Михаилом Прохоровым, в период  с мая 2008 года по январь 2022 года владела от 48,11 % до 85,72% обыкновенных акций компании.
31 января 2022 года РБК сообщил о продаже 82,47% от уставного капитала ( или 85,72% обыкновенных акций) компании "КВАДРА". Продавцом выступила Группа "ОНЭКСИМ", а покупателем Росатом в лице своего подразделения АО «Русатом Инфраструктурные решения».
Председатель совета директоров (с 17 мая 2022 года) — Дмитрий Байдаров. Генеральный директор (с 1 февраля 2022 года) — Сухотина Ксения Анатольевна.
10 апреля 2022 год состоялось внеочередное Общее собрание акционеров, на котором был переизбран состав Совета директоров Общества.
АО «Русатом Инфраструктурные решения» осуществило процедуру выкупа обыкновенных и привилегированных акций ПАО «Квадра». По результатам приобретения акций в рамках обязательного предложения АО «РИР» увеличило долю в уставном капитале ПАО «Квадра» с 82,47% до 95,02% общего количества акций, а с реализацией права по принудительному выкупу оставшихся акций у миноритарных акционеров доля главного акционера выросла до 99,99%.
24 ноября 2022 года ПАО «Квадра» провело внеочередное собрание акционеров, по результатом которого было принято решение о прекращении публичного статуса компании, включая делистинг акций и обращение в Центробанк, что позволило освободить её от обязанности раскрывать информацию, предусмотренную законодательством РФ о ценных бумагах.
3 марта 2023 года завершились мероприятия по прекращению публичного статуса компании. Новое наименование - Акционерное общество (АО) «Квадра» - отражено в новой редакции Устава и зарегистрировано 2 марта 2023 года в установленном законодательством порядке.

## Деятельность
ПАО "Квадра" на конец 2022 года объединяет 19 электростанций, расположенных в Центральном федеральном округе, суммарная электрическая мощность которых составляет 2 866,6 МВт, тепловая — 9 684,8 Гкал/ч. В составе компании 249 котельных мощностью 4 535 Гкал/ч и 5 759 км тепловых сетей. В 2022 году предприятия группы выработали 12,04 млрд кВт⋅ч электрической энергии и отпустили 21,7 млн Гкал тепловой энергии.
Общая численность персонала — 12 тыс. человек.
Основными видами деятельности Компании являются: производство электрической и тепловой энергии, операции на оптовом рынке электроэнергии и мощности, передача и реализация тепловой энергии.
Основные активы Группы:
- Белгородская область: Белгородская ТЭЦ, ГТ ТЭЦ «Луч», Губкинская ТЭЦ;
- Курская область: Курская ТЭЦ-1, Курская ТЭЦ-4, ТЭЦ СЗР;
- Смоленская область: Смоленская ТЭЦ-2;
- Воронежская область: Воронежская ТЭЦ-1, Воронежская ТЭЦ-2;
- Липецкая область: Липецкая ТЭЦ-2, Елецкая ТЭЦ, Данковская ТЭЦ;
- Тамбовская область: Тамбовская ТЭЦ;
- Калужская область: Калужская ТЭЦ;
- Тульская область:   Алексинская ТЭЦ, Ефремовская ТЭЦ;
- Рязанская область: Дягилевская ТЭЦ;
- Орловская область: Орловская ТЭЦ, Ливенская ТЭЦ.

Из-под управления ПАО «Квадра» выведены: с 2013 года — Брянская ГРЭС, с 2014 года — Клинцовская ТЭЦ, с 2015 года — Котовская ТЭЦ;, Дорогобужская ТЭЦ; Щекинская ГРЭС, с 2022 года - Новомосковская ГРЭС.

## История
История предприятия началась в 2005 году, когда в результате реформирования электроэнергетической отрасли России из РАО ЕЭС было выделено ТГК-4.
В 2009 году контроль над ТГК-4 получила группа ОНЭКСИМ и с марта на предприятие приходит новый директор — Евгений Абрамов. Он принимает хозяйство у наследников РАО ЕЭС и при нём разрабатывается инвестиционная программа по вводу новых мощностей в 2009—2015 годах, проведён ребрендинг, организация переименована. Но при этом ему не удаётся соблюсти сроки ввода в эксплуатацию новых генерирующих мощностей, из восьми плановых строек удаётся закончить только одну в 2009 году и одну — в 2010. Премьер-министр России Владимир Путин во время рабочей поездки на Саяно-Шушенскую ГЭС назвал работу ТГК-4 по развитию энергетики страны самой слабой из всех генерирующих компаний.
24 сентября 2010 года на место Евгения Абрамова пришёл его заместитель Григорий Бакаев, который успешно продолжил проведение программы развития и запустил ряд энергоблоков, за что получил заслуженное звание Почётный Энергетик.
Полномочия Григория Бакаева в 2012 году не были продлены и с 22 сентября генеральным директором стал Владимир Шелков
С 25 декабря 2014 года по 5 февраля 2016 года полномочия генерального директора выполнял Владлен Александрович. 5 февраля 2016 года совет директоров назначил генеральным директором Юрия Пимонова. 10 июля 2017 года Совет директоров ПАО «Квадра»  избрал генеральным директором компании Семёна Сазонова, который в период с апреля 2015 по май 2016 года курировал вопросы взаимодействия с органами власти в ПАО «Квадра», а с ноября 2016 года занимал должность заместителя Генерального директора компании.
В связи с вступлением в силу изменений в законодательство об акционерных обществах 19 июня 2015 года на общем годовом собрании акционеров был утверждён устав компании в новой редакции, согласно которому введено новое наименование — Публичное акционерное общество «Квадра — Генерирующая компания» (ПАО «Квадра»).
В конце 2019 года ПАО «Квадра» завершило реализацию масштабной инвестиционной программы, которая предусматривала строительство почти 1000 МВт новых мощностей в рамках обязательств перед государством в соответствии с договорами о предоставлении мощности (ДПМ).
31 января 2022 года стало известно о продаже 82,47% акций компании подразделению «Росатома» «Русатом Инфраструктурные решения», сумма сделки оценивалась в 26 млрд руб..
В тот же день совет директоров ПАО «Квадра» избрал генеральным директором компании Ксению Сухотину.